# Tuzluca

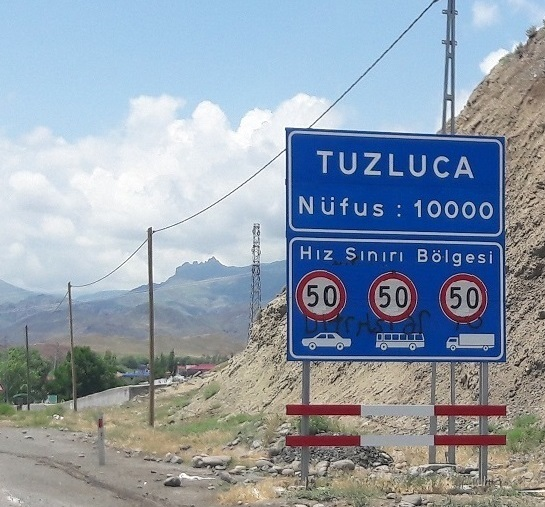

Tuzluca (armenisch Կոգհբ Koghb; russisch Когб; kurdisch: Elîdizk; ehemals Kulp) ist eine Stadt und ein Landkreis der Provinz Iğdır im äußersten Osten der Türkei, an der Grenze zu Armenien. Die Stadt liegt etwa 32 km (Luftlinie) nordwestlich der Provinzhauptstadt und beherbergt knapp 40 Prozent der Landkreisbevölkerung. Der aktuelle Name der Stadt bezieht sich auf die großen Salzvorkommen (tr: Tuz) der Gegend.
1886 waren von den 3074 Einwohnern des Ortes alle armenisch. Seit dem Völkermord an den Armeniern besteht die Bevölkerung von Stadt und Umland hauptsächlich aus Kurden und Aserbaidschanern.
Der Landkreis Tuzluca bestand schon bei Gründung der Türkei 1923 in der damaligen Provinz Kars. Heute liegt er im Westen der heutigen Provinz Iğdır und grenzt an die Provinzen Kars sowie Ağrı, in Teilen auch an Armenien. Der Landkreis hat die geringste Bevölkerungsdichte in der Provinz und besteht Ende 2020 neben der Hauptstadt Tuzluca (Merkez) aus 81 Dörfern (Köy), von denen das Dorf Güllüce (1.068 Einw.) das größte ist. Die Durchschnittsbevölkerung pro Dorf beträgt lediglich 176 Einwohner (in der ganzen Provinz: 441). 22 Dörfer haben mehr Einwohner als der Durchschnitt, 39 haben weniger als 100 Einwohner.

## Persönlichkeiten
- Eznik von Kolb, armenischer Kirchenvater des 5. Jh.
- Servet Çetin (* 1981), türkischer Fußballspieler